# ناحیه تئوتوپلیس، شهرستان افینگهام، ایلینوی
ناحیه تئوتوپلیس، شهرستان افینگهام، ایلینوی (به انگلیسی: Teutopolis Township) یک منطقهٔ مسکونی در ایالات متحده آمریکا است که در شهرستان افینگهام، ایلینوی واقع شده‌است. ناحیه تئوتوپلیس ۲٬۶۰۵ نفر جمعیت دارد و ۱۸۲ متر بالاتر از سطح دریا واقع شده‌است.